# Dar Runga
Dar Runga (Dar Rounga) fou un sultanat situat al sud de l'actual Txad, poblat per l'ètnia runga.
El seu territori s'estenia entre el riu Salamat, el riu Aouk i el riu Kara. Era tributari del sultà de Wadai. En els anys 1826-1830 s'esmenta com a sultà a Boker que va concedir al seu gendre Djougoultoum (Jugultum) príncep de Wadai (Ouadai), casat amb la seva filla Fatme, el govern de la província situada al sud, anomenada Balad al-Kuti o Dar al-Kuti, que va esdevenir, en la pràctica, un estat tributari.
Després del 1870 governava aquest estat un cap religiós de nom Kobur i en els anys 1880 es va veure sota pressió dels mercaders d'esclaus sudanesos per fer incursions a Dar Runga per capturar esclaus, però Kobur s'hi negava perquè segons l'alcorà no es podia fer això en terres de creients, estant reservat l'esclavatge per als no creients. El 1890 el sulta de Dar al-Kuti fou deposat en favor d'un nebot amb menys prejudicis religiosos (tot i pertànyer a la confraria dels Sanusiyya) pel mercader d'esclaus Rabah; aquest també va envair Dar Runga i va conquerir el país deposant al darrer sultà i annexionant-lo a Dar al-Kuti, que abans havia estat el seu tributari. Llavors fou una important font d'esclaus.
Fou explorat per William George Browne, i pel botànic Auguste Chevalier.